# Steatoda hui
Steatoda hui là một loài nhện trong họ Theridiidae.
Loài này thuộc chi Steatoda. Steatoda hui được Chuandian Zhu miêu tả năm 1998.